# Micromygale
Micromygale is een geslacht van spinnen uit de familie Microstigmatidae.

## Soorten
Het geslacht kent de volgende soort:
- Micromygale diblemma Platnick & Forster, 1982